# صوت الشباب

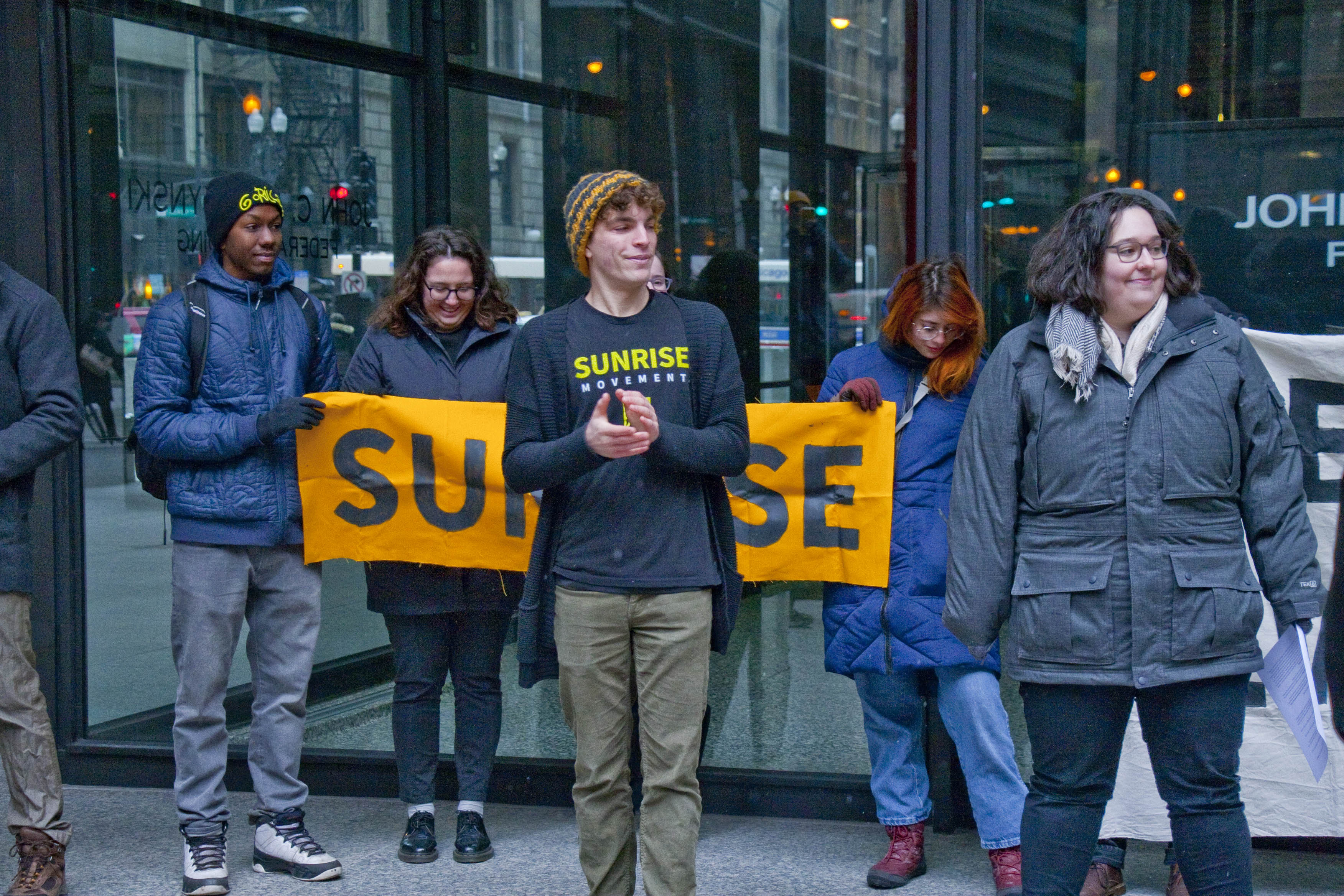

صوت الشباب يشير إلى الأفكار والآراء والاتجاهات والمعارف والأعمال المتميزة للشباب كهيئة جماعية. وغالبا ما يجمع مصطلح صوت الشباب مجموعة متنوعة من وجهات النظر والخبرات، بغض النظر عن الخلفيات والهويات والاختلافات الثقافية. وكثيرا ما يرتبط ذلك بالتطبيق الناجح لمجموعة متنوعة من أنشطة تنمية الشباب، بما في ذلكالتعلم الخدمي، وبحوث الشباب، والتدريب على القيادة. وأظهرت بحوث إضافية أن إشراك صوت الشباب هو عنصر أساسي من عناصر التطوير التنظيمي الفعال بين المنظمات المجتمعية والمنظمات التي تخدم الشباب.

## التطبيقات
تذكر العديد من منظمات الشباب والأنشطة المجتمعية صوت الشباب كعامل مهم في عملياتهم الناجحة. كما يعزز مجال تنمية الشباب الإيجابي صوت الشباب من خلال السعي لتحفيز الثقة والمشاركة الاجتماعية للشباب. ومن الأمثلة على جهود الأصوات الشبابية الموجهة نحو المدارس تلك اللي تشمل منظمة فيسرك، وهي منظمة أسترالية للصوت الطلابي.
ومن الأمثلة الأخرى:
- خدمات الشباب[8]
- تنمية الشباب المجتمعي[9][10]
- نشاط الشباب[11]
- زميل دراسة[12]
- وسائل الإعلام التي يقودها الشباب[13]
- القيادة الشبابية[14][14][14]

## الحركة
توجد حركة دولية واسعة لتعزيز صوت الشباب، ناشئة من خدمات الشباب السابقة وحركات حقوق الشباب. وكانت اتفاقية الأمم المتحدة لحقوق الطفل أول آلية دولية تنص على المشاركة المنتظمة لصوت الشباب. وتحدد الأهداف المحددة في المادتين 5 و 12 التي تعترف بوضوح بأن الشباب لديهم صوت، وأن صوت الشباب يتغير باستمرار، وأن جميع مجالات مجتمعنا مسؤولة أخلاقيا عن إشراك صوت الشباب. وتشمل الأحداث السنوية التي تركز على صوت الشباب اليوم العالمي لخدمة الشباب والمؤتمر الوطني للتعلم الخدمي.

## نقد
تم تحديد الإبيبيفوبيا (رهاب الشباب) والسلطوية الأبوية باعتبارهما من العوامل التي تحول دون الاعتراف على نطاق واسع بصوت الشباب في جميع المجتمعات. بالإضافة إلى ذلك، من المسلم به عموما أن "بحث كمي قليل تم اجراءه فيما يتعلق بمسألة صوت الشباب"، في حين غالبا ما ينظر في البحث النوعي على صوت الشباب بأنه ذو فعالية ضئيلة، وكذلك، بسبب النطاق المحدود التي يركز على الشباب والمشاركة في صنع القرار وتقاسم الآراء.
يواجه صوت الشباب أيضا انتقادات من حركة حقوق الشباب أنه لا يذهب بعيدا بما فيه الكفاية، أو أنه يستغل الشباب. يدعي النقاد أن المدافعين عن حقوق الشباب لا يقدمون إلا تحليلا ضئيلا للتفرقة العمرية ويقترحون الحلول التي لا تذهب بعيدا بما فيه الكفاية لإعطاء الشباب أي قوة موضوعية في المجتمع. وبالاقتران مع خدمات الشباب يمكن أن يؤدي ذلك إلى الضغط على الشباب للمساعدة في إصلاح مشاكل البالغين دون معالجة المشاكل التي يواجهها الشباب.